# Arapiraca
Arapiraca es un municipio brasileño del estado de Alagoas, localizado a una latitud de 09º 45' 07" Sur y a una longitud de 36º 39' 39" Oeste. Pertenece a la Mesorregión del Agreste Alagoano, se localiza al oeste de la capital del estado, a unos 136 km de distancia. Su población se estimó en 231 747 habitantes, según datos del IBGE de 2019, por lo que es la segunda más poblada del estado de Alagoas y la primera de su microrregión. Se encuentra aproximadamente a 1.390 km de Brasilia, la capital federal. La ciudad está ubicada exactamente en el centro del estado, lo que la convierte en una ruta importante hacia las más variadas áreas de las ciudades aledañas y otras ciudades. Su superficie es de 367,5 km², de los cuales 59 km² se encuentran en el perímetro urbano.
El desarrollo de la ciudad se dio principalmente en la década de 1970, cuando la cultura de la producción de tabaco, el antes conocido como "Ouro Verde", una de las principales actividades económicas de la época en la región, elevó a la ciudad a la categoría de municipio. Pero, hoy en día, la ciudad cuenta con varias empresas grandes, hospitales, universidades y una innumerable cantidad de pequeñas empresas que dan un gran impulso a la economía local.
Actualmente, la ciudad de Arapiraca se ha destacado por ser una de las que más empleos ha venido generando en todo el territorio nacional. Según datos del Registro General de Empleados y Desempleados, divulgados por el Ministerio de Trabajo y Empleo, Arapiraca fue la cuarta generadora de empleo formal del país en 2015. Según el MTE, la ciudad generó 2.076 empleos el año pasado, solo superada por las ciudades de Canaã dos Carajás, en Pará, que generó 2.801 empleos formales, Pontal do Paraná, en Paraná, que registró 2.265 empleos y Matão, en el estado de São Paulo, con la creación de 2.110 empleos formales.
Limita al norte con Igaci, al sur con São Sebastião, al este con los municipios de Coité do Nóia y Limoeiro de Anadia, al oeste con Lagoa da Canoa y Feira Grande, al noroeste con Craíbas y al sudeste con Junqueiro.
Su actual alcalde es Luciano Barbosa (2021-2024). La ciudad cuenta con 19 concejales elegidos a cada 4 años y alrededor de 153.921 electores (abril de 2024).
- Datos: Q626175
- Multimedia: Arapiraca / Q626175

1. ↑  Worldpostalcodes.org,código postal n.º 57300.